# Vitrail de Richter
Le Vitrail de Richter est un vitrail de la cathédrale de Cologne, inauguré le 25 août 2007 et conçu par Gerhard Richter. Il est composé de 11 263 carreaux de verre de 72 couleurs, placés au hasard, mesurant chacun 9,6 cm de côté. Les vitraux initiaux ont été détruits durant la Seconde Guerre mondiale. L'œuvre a coûté 370 000 euros, son financement a été permis par des dons, Gerhard Richter n'ayant pas reçu d'honoraire pour l'œuvre.

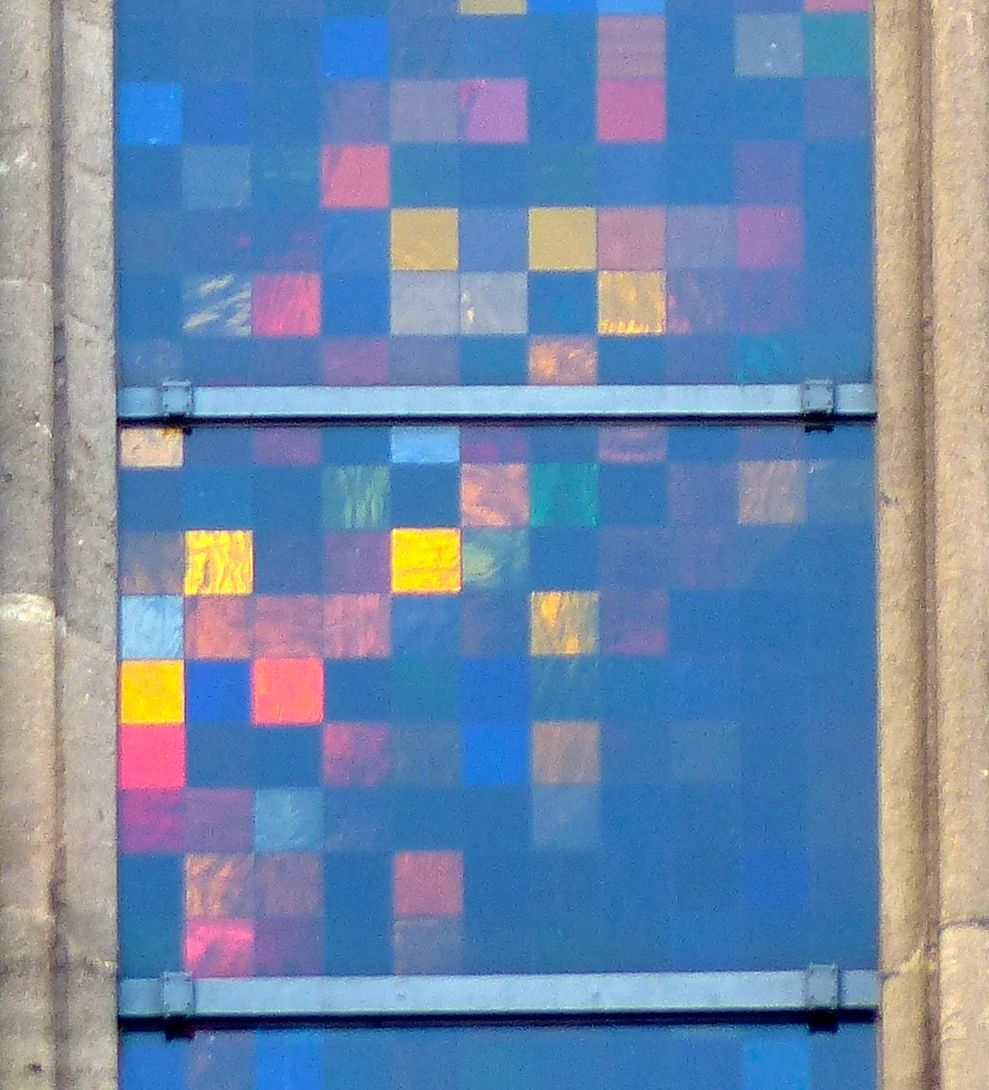
Détail du vitrail.
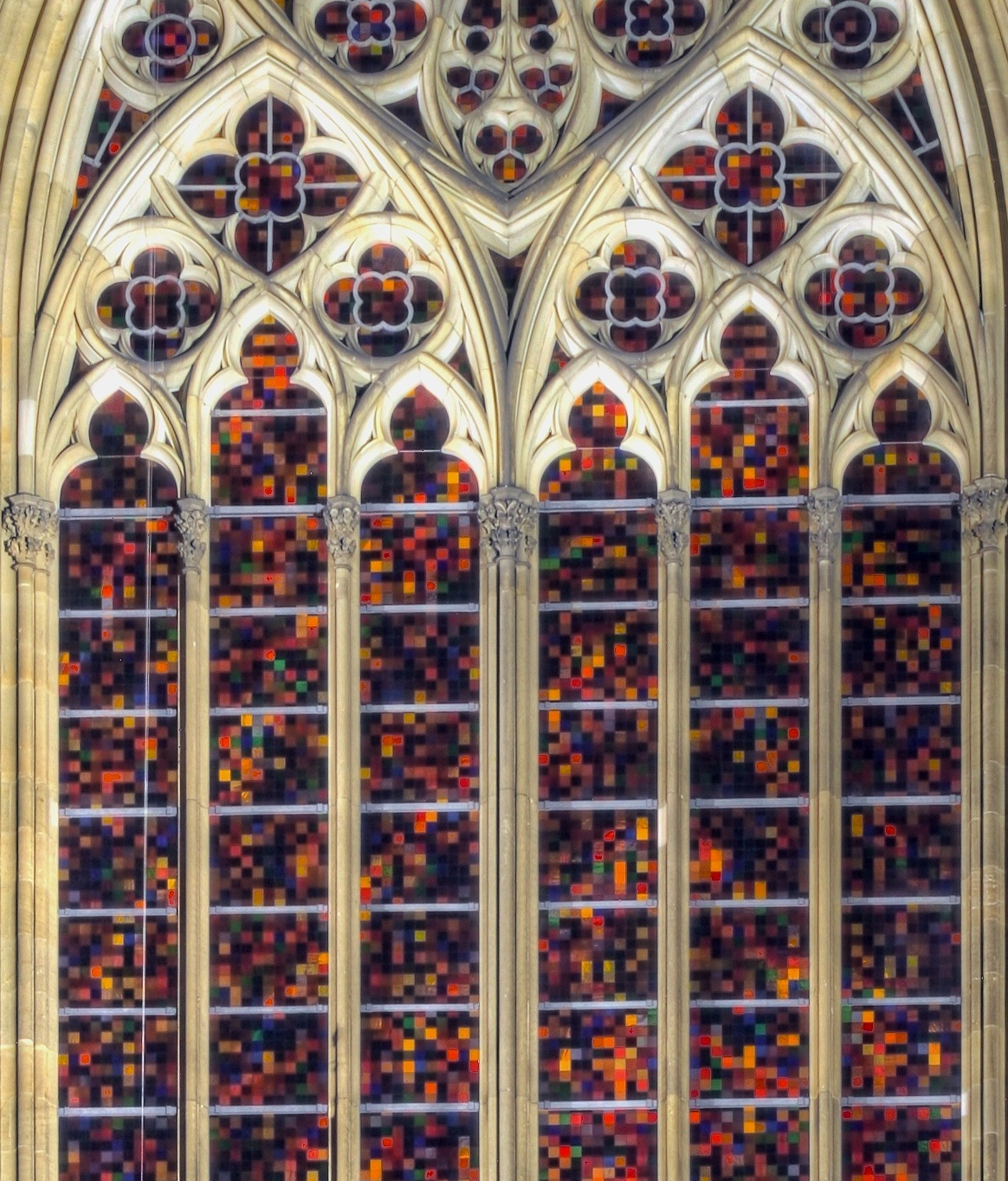
Vue de nuit.
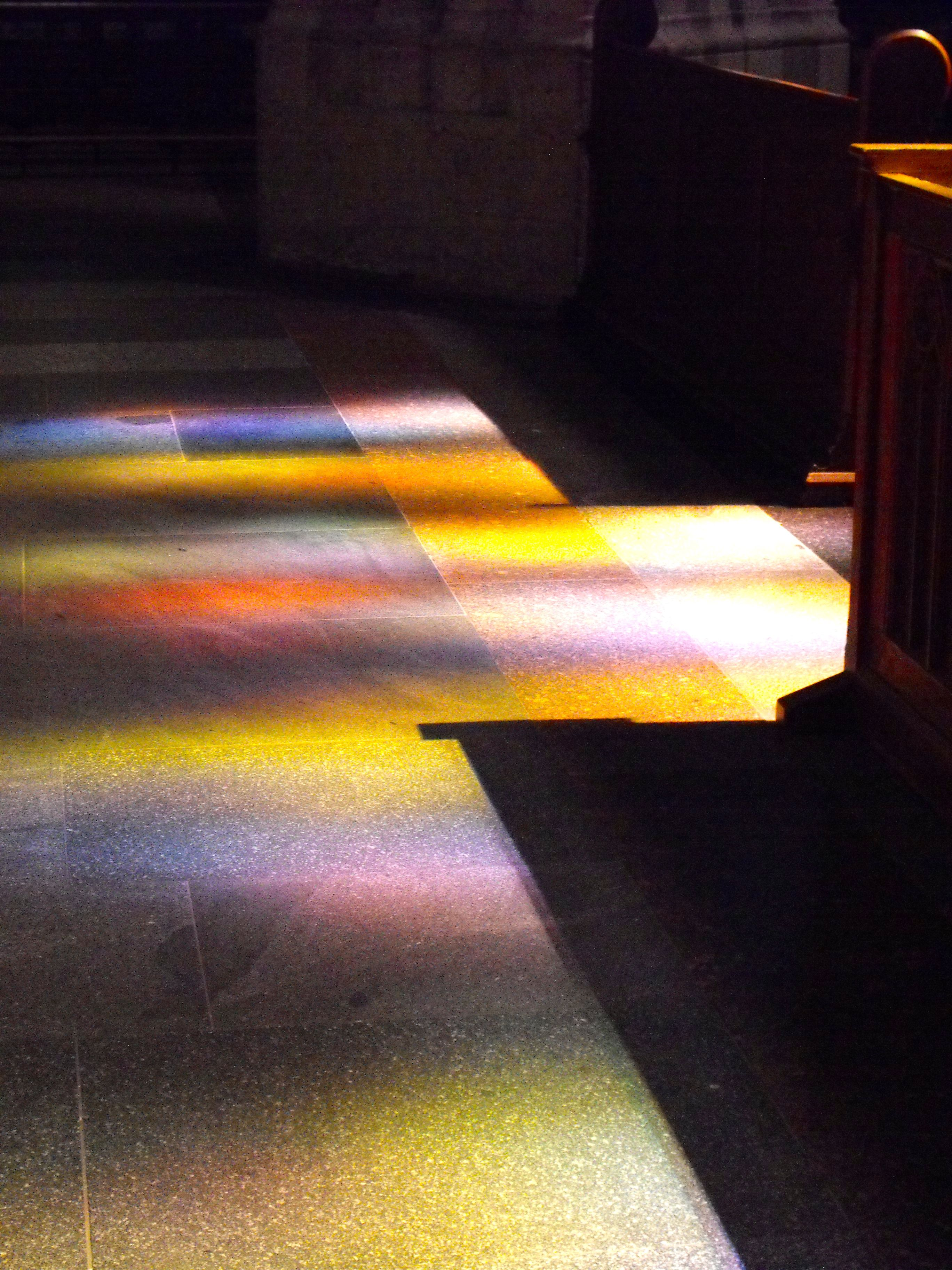
Jeu de lumière à l'intérieur.